# Northern Lights (telefilme)
Northern Lights (no Brasil, Aurora Boreal) é um telefilme de 1997 produzido para o Disney Channel. É protagonizado pela vencedora de Óscar Diane Keaton. Apesar de várias fontes considerarem este o primeiro filme original do Disney Channel, ele não foi incluído na celebração de 100 filmes do Disney Channel realizada nos Estados Unidos em maio e junho de 2016, e o primeiro filme do Disney Channel é oficialmente Um Amor de Múmia.

## Sinopse
Um estranho telefonema informa Roberta (Diane Keaton) que seu irmão afastado morreu em uma pequena cidade debaixo de bizarras circunstâncias. Ben, seu melhor amigo do colégio, também recebeu o tal telefonema.
Chegando justamente na hora do funeral, torna-se rapidamente evidente que uma parte da pequena cidade da América em que se encontram é como um episódio da Zona Twilight, incluindo os amigos excêntricos de Frank, seus incríveis segredos e o atordoamento do pedido final.
Tanto Roberta quanto Ben ficam chocados ao descobrirem que Frank não teve apenas uma criança, mas que eles deveriam cuidar dele agora. Através de uma série de situações cômicas, cada um tenta cobrar a responsabilidade do outro.

## Elenco
- Diane Keaton - Roberta Blumstein
- Maury Chakin - Ben Rubadue
- Joseph Cross - Jack
- Kathleen York - Daphne
- John Robert Hoffman - Joe Scarlotti
- Cristal Verge - Aggie
- John R. Taylor - Arthur
- Sheila Patterson - Arlene
- Frank C. Turner - Willard
- Thomas Cavanagh - Frank
- Peter Wilds - Ratman
- Chilton Crane - Margaret
- Sheila Moore - Louise
- Alexander Pollock - Billy
- Leam Blackwood - Emily
- Zahf Paroo - Jovem Gerente (como Zang Haju)
- David Paul Grove - como Beck
- Phillip Hazel - Sterling